# Торденшолд (тауншип, Миннесота)
Торденшолд (англ. Tordenskjold) — тауншип в округе Оттер-Тейл, Миннесота, США. На 2000 год его население составило 550 человек.

## География
По данным Бюро переписи населения США площадь тауншипа составляет 93,3 км², из которых 78,9 км² занимает суша, а 14,4 км² — вода (15,44 %).

## Демография
По данным переписи населения 2000 года здесь находились 550 человек, 217 домохозяйств и 170 семей.  Плотность населения —  7,0 чел./км².  На территории тауншипа расположено 373 постройки со средней плотностью 4,7 построек на один квадратный километр. Расовый состав населения: 98,73 % белых, 0,18 % коренных американцев, 0,18 % азиатов и 0,91 % приходится на две или более других рас. Испанцы или латиноамериканцы любой расы составляли 0,55 % от популяции тауншипа.
Из 217 домохозяйств в 31,3 % воспитывались дети до 18 лет, в 69,1 % проживали супружеские пары, в 3,2 % проживали незамужние женщины и в 21,2 % домохозяйств проживали несемейные люди. 18,9 % домохозяйств состояли из одного человека, при том 8,8 % из — одиноких пожилых людей старше 65 лет. Средний размер домохозяйства — 2,53, а семьи — 2,86 человека.
24,4 % населения — младше 18 лет, 6,5 % — в возрасте от 18 до 24 лет, 23,6 % — от 25 до 44, 27,6 % — от 45 до 64, и 17,8 % — старше 65 лет. Средний возраст — 43 года. На каждые 100 женщин приходилось 114,8 мужчин.  На каждые 100 женщин старше 18 приходилось 109,0 мужчин.
Средний годовой доход домохозяйства составлял 37 981 доллар, а средний годовой доход семьи —  41 944 доллара. Средний доход мужчин —  28 438  долларов, в то время как у женщин — 21 071. Доход на душу населения составил 18 229 долларов. За чертой бедности находились 3,3 % семей и 5,1 % всего населения тауншипа, из которых 2,1 % младше 18 и 3,7 % старше 65 лет.